# The Jacksons: An American Dream
The Jacksons: An American Dream (Los Jackson: un sueño americano en castellano) es una miniserie estadounidense de cinco horas de duración emitida originalmente en dos mitades en la ABC el 15 de noviembre y el 18 de noviembre de 1992. Se basa en la historia de la familia Jackson, el antiheroísmo de Joe Jackson, una de las familias musicales más exitosas en el mundo del espectáculo, y los primeros y exitosos años del popular grupo de la Motown The Jackson Five. La miniserie cuenta con Suzanne de Passe y Stan Marguiles como productores ejecutivos, fue producida por Joyce Eliason, Jermaine Jackson y Margaret Maldonado, y dirigida por Karen Arthur. The Jacksons: An American Dream está basada en la autobiografía de Katherine Jackson My Family.
Lawrence Hilton-Jacobs es el patriarca y antihéroe de los Jackson Joseph Jackson, Angela Bassett como la matriarca de la familia Katherine Jackson, Jason Weaver y Wylie Draper como Michael Jackson en distintas épocas, mientras que Bumper Robinson y Terrence Howard como Jackie Jackson en distintas épocas, Ángel Vargas como Tito Jackson, Margaret Avery como la madre de Katherine, Martha Scruse, Holly Robinson Peete como, Diana Ross, Billy Dee Williams como Berry Gordy y Vanessa L. Williams como Suzanne de Passe.

## Historia
La película se basa principalmente en la autobiografía escrita por Katherine Jackson, que publicó en 1990 su biografía, Mi Familia y el núcleo principal de la película se basa en cómo Joe y Katherine han logrado criar a sus hijos, primero en Gary, Indiana, luego se ocupan de los Jackson 5 con la fama precoz y sus consecuencias. Otro foco principal en la segunda parte de la película está basada en las luchas de los jóvenes Michael Jackson ya que se preocupa de sus hermanos en casarse pronto durante el éxito de los Jackson 5, sus problemas con acné cuando era un adolescente y su eventual el estrellato en solitario basada en el éxito de los álbumes Off the Wall y Thriller, así como su difícil relación con su padre.

## Inexactitudes de hecho
Durante loa últimos meses de 1959, muestra el nacimiento de Michael, cuando en realidad nació en agosto de 1958.
El hogar que vivían en los Jackson era de 2 pisos en la película con una escalera. En la actualidad, hay un paso rojo en frente de la casa de una sola planta en Gary, IN
Con tal de dramatizar algunos sucesos, se incluyó una escena en la que Tito Jackson primero tocaba la guitarra por su padre después de que lo había sorprendido utilizando la guitarra después de ver una de sus cadenas de descanso. En la escena de Jackie, Tito, Jermaine y Marlon realizado por él, pero en realidad, Marlon no cantaba con sus hermanos hasta que el grupo firmó con Motown en 1969.
La película también muestra lo acelerado que fue el debut de Michael como cantante en su escuela primaria al unirse a la banda de sus hermanos y se convirtió en el cantante en 1964. En realidad, sin embargo, Michael y Marlon ingresaron a la banda como percusionista y Michael no comenzó a cantar y bailar con sus hermanos hasta 1966.
En varias escenas, el joven Michael tiene una rata como mascota, pero Michael no tenia ratas como mascotas hasta mucho después de The Jackson 5 se establecieron en Motown.
Se registró que la primera canción de Jackson 5 fue "I'm Going To Kansas City" en el estudio de Steeltown Records, pero su primer single fue "Big Boy". The Jackson 5 en la vida real nunca registraron esa canción como su debut.
Cuando se muestra los sucesos de 1983, Michael se ve la grabación Human Nature. Esto no cronológicamente correcto, porque Thriller fue lanzado en noviembre de 1982

## Curiosidades
También hay errores en la secuencia en la que los Jackson hacen la filmación del comercial Pepsi:
- la empresa nunca es identificado por razones legales;
- Joe Jackson demostró tener comportamiento más de un antihéroe de historietas que un villano de telenovela
- se establece en un estudio de sonido en lugar de la Shrine Auditorium de Los Ángeles, donde el comercial fue filmado;
- Hay varias explosiones pirotécnicas en lugar de uno;
- "Michael" es visto caer por las escaleras después de que su cabello se prende fuego, aullando al respecto (recientemente liberado de vídeo del accidente real demuestra que Michael no se dio cuenta de su cabello se prendió fuego durante unos segundos, sigue bailando por las escaleras cuando sus hermanos acuden en ayuda de él, que derribarlo);
- música genérica se realiza en lugar de la disposición de "Billie Jean" que en realidad era utilizada para el comercial.

Dreamse convirtió en uno de los más populares y exitosos de la música miniserie de la biografía de la década de 1990. La primera parte de la miniserie fue el de mayor audiencia emisión de un programa durante la semana del 10 de noviembre - 17 de noviembre. La serie ganó un Emmy Award para el mejor logro individual en Coreografía, y también fue nominado para Mejor Logro Individual en la estética de una miniserie o programa especial, Mejor Miniserie, y Mezcla de Sonido para una miniserie o un Drama Especial.
Bumper Robinson ganó un Young Artist Award al Mejor Actor Joven en una Película para Televisión, y Alex Burrall y Jason Weaver ganaron un premio especial a la mejor de Jóvenes Intérpretes Con una mini-serie. La miniserie fue posteriormente retransmitida en VH1 y publicado en VHS y DVD. En 2004, VH1 produciría Man in the Mirror: The Michael Jackson Story, que recogía la vida de Michael desde el final de The Jacksons hasta el presente, que en el incluye el tiempo de pie de juicio por cargos de abuso sexual infantil.
La película se transmite con frecuencia después de la repentina muerte de Michael Jackson, sobre todo en TV One y VH1 seguido de Hombre en el espejo: La historia de Michael Jackson.

## Otras Curiosidades
La voz de Michael Jackson se escucha en: "Beat It", "Human Nature", "Billie Jean", "I Want You Back", "I Wanna Be Where You Are", "I'll Be There,"Rockin' Robin"," ABC ", y "Dancing Machine". En otras, la parte vocal es interpretada por Anthony Harrell, Jason Weaver y Chris Lennon.
- Datos: Q1213661